# Delias dumasi
Delias dumasi är en fjärilsart som beskrevs av Rothschild 1925. Delias dumasi ingår i släktet Delias och familjen vitfjärilar. Inga underarter finns listade i Catalogue of Life.